# روسیل
روسیل یک منطقهٔ مسکونی در عمان است که در استان مسقط واقع شده‌است.